# Kronos Quartet

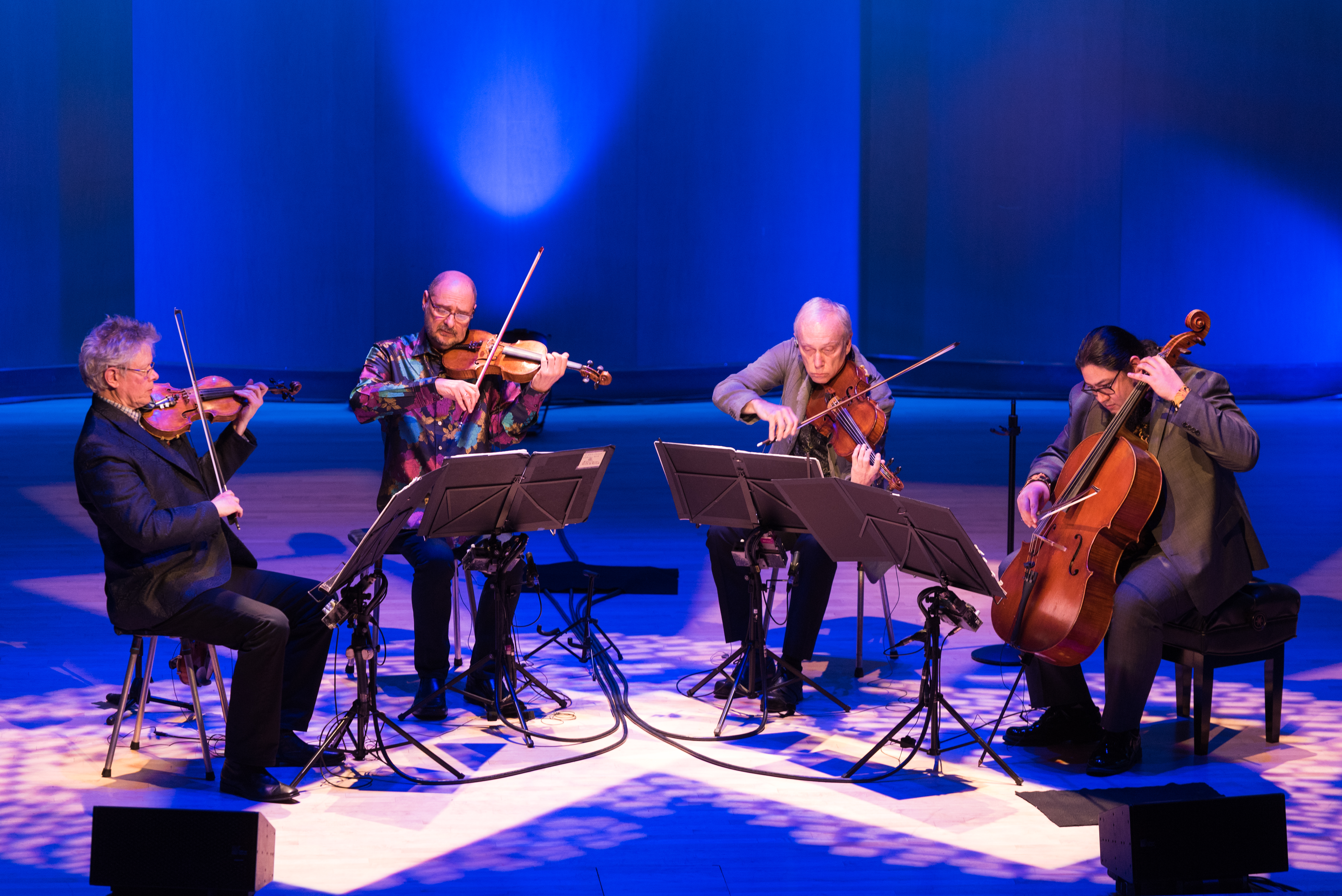
Das Kronos Quartet im Musical Instrument Museum, 2020

Das Kronos Quartet ist ein US-amerikanisches Streichquartett, das von David Harrington im Jahr 1973 in Seattle gegründet wurde. Etwa seit 1979 ist es in San Francisco beheimatet.
Der Name nimmt Bezug auf den Titanen Kronos in der griechischen Sage.

## Aktuelle Besetzung
- David Harrington, Violine
- Gabriela Díaz, Violine[3]
- Ayane Kozasa, Viola[3]
- Paul Wiancko, Violoncello[4]

## Frühere Mitglieder

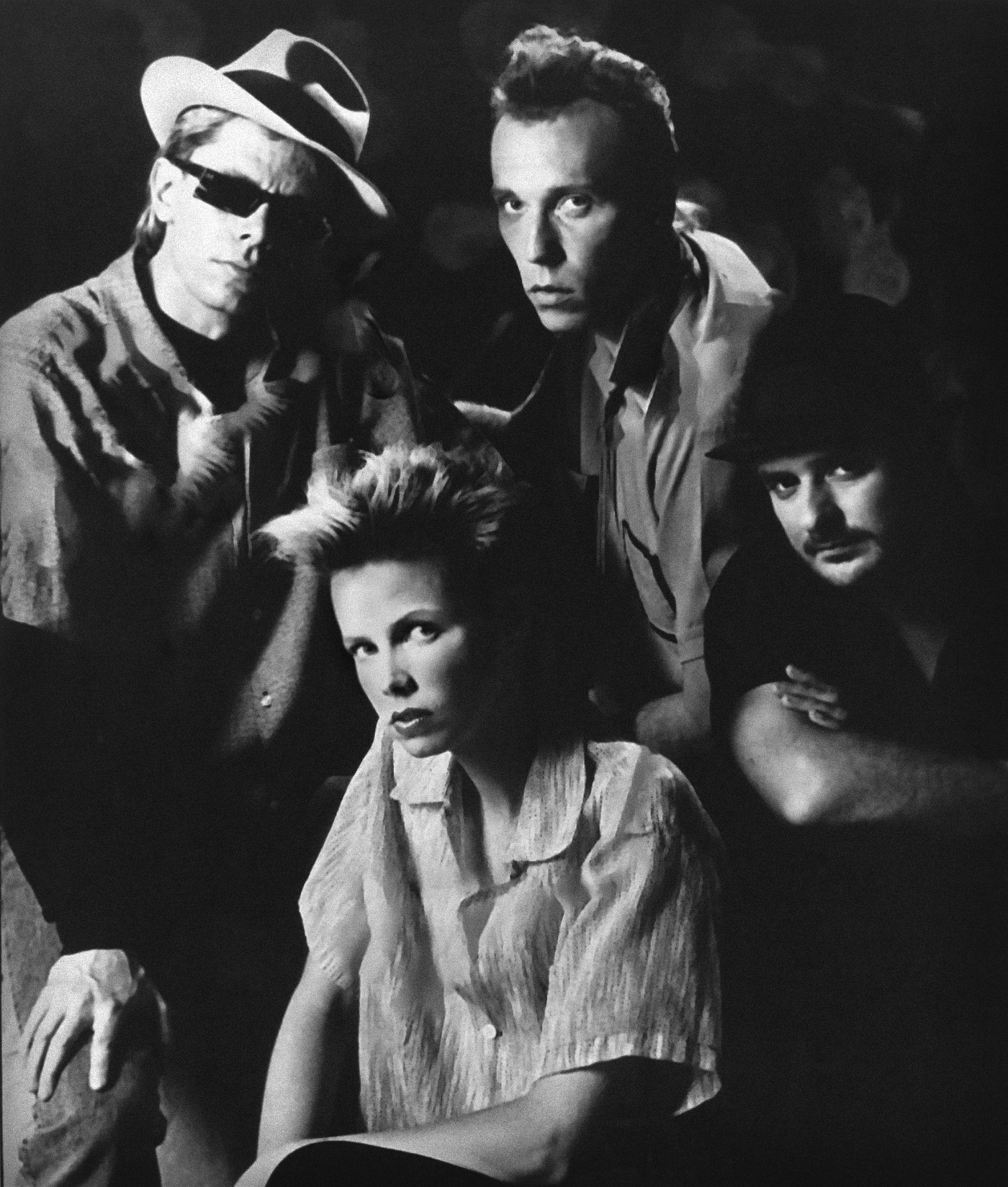
Kronos Quartet in Zusammensetzung von 1987

- Jim Shallenberger, Violine (Gründungsmitglied, 1973–75)
- Tim Killian, Viola (Gründungsmitglied, 1973–76)
- Walter Gray, Violoncello (Gründungsmitglied, 1973–78)
- Roy Lewis, Violine (1975–76)
- Joan Jeanrenaud, Violoncello (1978–98)
- Jennifer Culp, Violoncello (1999–2005)
- Jeffrey Zeigler, Violoncello (2005–2013)
- Sunny Yang, Violoncello (2013–23)[4]
- John Sherba, Violine (1978–2024)[3]
- Hank Dutt, Viola (1977–2024)[3]

## Repertoire
Das Kronos Quartet führt vor allem zeitgenössische Musik auf. Die Musiker arbeiteten mit vielen Komponisten, u. a. Steve Reich, Philip Glass, Kaija Saariaho, Terry Riley, Henryk Mikołaj Górecki, Roberto Carnevale, und spielen Stücke aus unterschiedlichen Musikgattungen, so zum Beispiel alte Musik, Filmmusik, Jazz und Surf Rock. Kronos hat auch eine Bearbeitung von Jimi Hendrix’ Purple Haze aufgenommen und die Dave Matthews Band bei zwei Liedern unterstützt.
Einem breiteren Publikum wurde das Kronos Quartet durch das Album Kronos Quartet Plays Music of Thelonious Monk aus dem Jahr 1985 bekannt. Es wurde von Monks ehemaligem Produzenten Orrin Keepnews produziert und auf dessen Label Landmark veröffentlicht.
Zum Zeitpunkt seines 25. Geburtstags im Jahr 1999 hatte das Quartett ein Repertoire von über 600 Werken, darunter 400 speziell für das Ensemble geschriebene Stücke, mehr als 3000 Aufführungen, sieben erste ASCAP-Preise, Edison-Preise sowohl für klassische als auch populäre Musik, und es hatte mehr als 1,5 Millionen Platten verkauft.

## Under 30 Project
Im 30. Jahr seines Bestehens, 2003, begann Kronos einen Auftragsprozess für Komponisten unter 30, in der Hoffnung, talentierte junge Komponisten einem breiteren Publikum bekannt zu machen. Das Programm läuft jetzt in Zusammenarbeit mit Carnegie Hall, Cal Performances an der University of California, Berkeley, und dem Montalvo Arts Center. Bis Januar 2013 waren 1.000 Stücke aus 49 Ländern aller Kontinente entstanden.

## Preise
- ECHO Klassik, Kategorie: Klassik ohne Grenzen, 2015[6]
- Polar Music Prize, gemeinsam mit Patti Smith, 2011[1]
- Chamber Music America – Richard J. Bogomolny National Service Award, 2007 USA
- California Arts Council 2006 Certificate of Achievement, USA
- Grammy Award – Beste kammermusikalische Einspielung; Kronos Quartet mit Dawn Upshaw, Alban Bergs Lyrische Suite (USA) 2004  USA,[1]
- Musical America Musiker des Jahres, 2003 USA[1]
- Association of Performing Arts Presenters 2003 Award of Merit (Verdienstpreis)
- San Francisco Bay Guardian 28th Annual Best of the Bay Bestes lokales klassisches Ensemble 2002
- National Academy of Recording Arts & Sciences San Francisco Preis des Gouverneurs 2002
- San Francisco Bay Guardian 27th Annual Best of the Bay Bestes lokales klassisches Ensemble 2001
- Edison-Preis für Kammermusik für Caravan (Niederlande) 2001
- Preis der Deutschen Schallplattenkritik  für Alfred Schnittke: Die Streichquartette (Deutschland) 1999
- Rolf-Schock-Preis, Königliche Schwedische Akademie 1999 (Schweden)
- Bessie Award  für River, Komponist Somei Satoh und aufgeführt mit Eiko and Koma, 1998 USA
- San Francisco Chronicle Leserpreis Beste Klassik-Interpreten, zweiter Platz 1998 & 1999, USA
- Best New Music Ensemble Global Classical Music Poll (60 Länder) 1997, USA
- Beste konzertante Aufführung in Mexiko 1997 – ViceVersa, 1997, Mexiko
- Certificate of Excellence 1997 – The American Association of Graphic Arts für Howl, CD-Cover 1997, USA
- Diapason d’or de Mai 1997 für Osvaldo Golijovs The Dreams and Prayers of Isaac the Blind 1997  Frankreich
- Australian Broadcasting Company Classic FM – Best International Recording of the Year für Howl, 1996 Australien
- National Public Radio New Horizon Award für ihren wesentlichen Beitrag zur klassischen Musik in Amerika mit den Einspielungen 1985–1995; 1996 USA
- ASCAP/Chamber Music America Award for Adventurous Programming First Place Prize: 1999, 1997, 1995, 1993, 1991, 1989, 1987, und 1985, USA
- San Francisco Chamber of Commerce Arts Excellence Award, 1995, USA
- Chamber Group of the Year, Kenwood Classical Music Awards, 1994, GB
- Edison-Preis für Populäre Musik Pieces of Africa, 1993, Niederlande
- Bay Area Music (BAMMIE) Award Nomination – hervorragendstes Jazz-Album für Black Angels, 1991, USA
- Edison-Preis für Klassische Musik Black Angels, 1991, Niederlande
- Australian Broadcasting Company Klassik FM – Best International Recording of the Year: Black Angels, 1991, Australia
- Internationaler Schallplattenpreis Frankfurt für Black Angels, 1991 Deutschland
- Prix Caecilia für Black Angels, 1991, Belgien
- Allmusic Award, Ensemble des Jahres, 1989, GB
- New Music America Best New Music Award für Steve Reichs Different Trains, 1989, USA
- Western Alliance of Arts Administrators Distinguished Service Award, 1989, USA
- Sony Commemorative Walkman Award, 1989, USA
- American Music Center Anerkennungsschreiben, 1987, USA
- San Francisco Focus Award für Zeitgenössische Musik, 1984, USA

## Diskografie
- 1979: Dane Rudhyar: String Quartets
- 1980: In Formation
- 1980: Lou Harrison: Music of Lou Harrison
- 1983: William Ackerman: Past Light
- 1985: Gloria Coates: Music on Open Strings, String Quartet No. 1 No.2 & No. 4.
- 1985: John Anthony Lennon/Sheila Silver: String Quartets
- 1985: Kronos Quartet Plays Music of Thelonious Monk
- 1985: Mishima: A Life in Four Chapters (Soundtrack, komponiert von Philip Glass)
- 1986: Kronos Quartet (mit Musik von Peter Sculthorpe, Aulis Sallinen, Philip Glass, Conlon Nancarrow und einem Arrangement von Jimi Hendrix’ Purple Haze)
- 1986: Music of Bill Evans
- 1987: White Man Sleeps
- 1988: John Zorn: Spillane
- 1988: Terry Riley: Cadenza on the Night Plain
- 1988: Winter Was Hard (mit Musik von Aulis Sallinen, Terry Riley, Arvo Pärt, Anton Webern, John Zorn, John Lurie, Astor Piazzolla, Alfred Schnittke und Samuel Barber)
- 1989: Kronos Quartet Plays Terry Riley: Salome Dances for Peace
- 1989: Steve Reich: Different Trains
- 1990: Black Angels (including George Crumbs Black Angels)
- 1991: Witold Lutosławski: String Quartet
- 1991: Kevin Volans: Hunting:Gathering
- 1991: Five Tango Sensations (mit Astor Piazzolla)
- 1991: Henryk Górecki: Already It Is Dusk
- 1992: Pieces of Africa (Musik sieben afrikanischer Komponisten)
- 1993: Short Stories
- 1993: Henryk Górecki: String Quartets Nos. 1 and 2
- 1993: Morton Feldman: Piano and String Quartet (mit Pianistin Aki Takahashi)
- 1993: At the Grave of Richard Wagner
- 1993: Bob Ostertag: All the Rage
- 1993: John Adams: Hoodoo Zephyr
- 1994: Night Prayers
- 1995: Kronos Quartet Performs Philip Glass
- 1995: Released: 1985–1995
- 1995: Heat (Filmmusik von Elliot Goldenthal)
- 1996: Howl, USA (Allen Ginsbergs Gedicht Howl vertont, zusammen mit anderen Stücken aus der Zeit des  Kalten Kriegs)
- 1997: Osvaldo Golijov: The Dreams and Prayers of Isaac the Blind
- 1997: Tan Dun: Ghost Opera
- 1997: Early Music
- 1998: Kronos Quartet Performs Alfred Schnittke: The Complete String Quartets
- 1998: John Adams: John's Book of Alleged Dances
- 1999: Kronos Quartet: 25 Years (10 CDs)
- 1999: Dracula (Filmmusik von Philip Glass)
- 2000: Requiem for a Dream (Soundtrack von Clint Mansell)
- 2000: Caravan (mit anderen Künstlern: Zakir Hussain, Taraf de Haïdouks, Kayhan Kalhor, Ziya Tabbassian, Ali Jihad Racy, Souhail Kaspar, Martyn Jones)
- 2001: Steve Reich: Triple Quartet
- 2001: Terry Riley: Requiem for Adam
- 2002: Nuevo (Musik mexikanischer Komponisten)
- 2003: Alban Berg: Lyric Suite
- 2003: Harry Partch: U.S. Highball
- 2003: Peteris Vasks: String Quartet No. 4
- 2003: Kronos Quartet/Tiger Lillies: The Gorey End
- 2003: Hello Kronos (Best of) (Japan)
- 2005: Mugam Sayagi: Music of Franghiz Ali-Zadeh
- 2005: You've Stolen My Heart by Kronos Quartet, Asha Bhosle (Tribut an Rahul Dev Burman)
- 2006: The Fountain (mit Mogwai, Soundtrack von Clint Mansell)
- 2006: Henryk Górecki: String Quartet No. 3 ‘… songs are sung’
- 2007: Bloodstone (Kronos Quartet und Amon Tobin) auf Foley Room (Amon Tobin)
- 2007: Healing the Divide: A Concert For Peace And Reconciliation (Tom Waits und das Kronos Quartet mit Greg Cohen, Dalai Lama, Philip Glass und andere)
- 2007: Another Version of the Truth (Kronos Quartet und Enrique Gonzalez Muller) auf Y34RZ3R0R3M1X3D (Nine Inch Nails)
- 2009: Floodplain mit Alim & Fargana Qasimov
- 2010: Rainbow: Music of Central Asia Vol. 8 mit Alim und Fargana Qasimov sowie Homayun Sakhi (CD und DVD)
- 2011: Uniko mit Kimmo Pohjonen und Samuli Kosminen
- 2011: Steve Reich: WTC 9/11, Mallet Quartet, Dance Patterns
- 2011: Music of Vladimir Martynov
- 2013: Aheym: Kronos Quartet Plays Music by Bryce Dessner
- 2015: Rebirth of a Nation (mit DJ Spooky)
- 2017: Folksongs (mit Sam Amidon, Olivia Chaney, Rhiannon Giddens & Natalie Merchant)
- 2017: Ladilikan (mit dem Trio Da Kali)
- 2017: Laurie Anderson and Kronos Quartet: Landfall (Nonesuch Records)
- 2019: Kronos Quartet feat. Mahsa Vahdat & Marjan Vahdat: Placeless (Kirkelig Kulturverksted)
- 2019: Terry Riley: Sun Rings
- 2020: Long Time Passing Kronos Quartet and Friends Celebrate Pete Seeger
- 2022: Kronos Quartet, Van-Anh Vanessa Vo, Rinde Eckert: Jonathan Berger Mỹ Lai
- 2023: Michael Gordon and Kronos Quartet Campaign Songs (EP)
- 2023: Ghost Train Orchestra & Kronos Quartet: Songs and Symphonies – The Music of Moondog (mit Marissa Nadler, Karen Mantler, Jarvis Cocker, Petra Haden)
- 2024: Kronos Quartet & Friends Outer Spaceways Incorporated
- 2024: Mary Kouyoumdjian: Witness

### Musik-DVD
- 1998: In Accord
- 2002: Kronos On Stage